# Arganza
Arganza település Spanyolországban, León tartományban. Lakosainak száma 805 fő (2024).

## Földrajza
Arganza Camponaraya, Cacabelos, Villafranca del Bierzo, Vega de Espinareda, Sancedo és Cabañas Raras községekkel határos.

## Népesség
A település lakosságának változását az alábbi diagram mutatja:
| Lakosok száma | 925  | 883  | 806  | 902  | 850  | 881  | 819  | 816  | 778  | 805  |
|               | 2001 | 2004 | 2007 | 2009 | 2012 | 2014 | 2017 | 2019 | 2022 | 2024 |